# Хлебная единица
Хлебная единица (ХЕ, углеводная единица) — условная единица, разработанная немецкими диетологами, используется для приблизительной оценки количества углеводов в продуктах: одна ХЕ равна 10 (без учёта пищевых волокон) или 12 граммам (с учётом балластных веществ) углеводов или 20 (25) г хлеба. Одна ХЕ повышает уровень глюкозы в крови в среднем на 2,77 ммоль/л. Для её усвоения необходима доза инсулина короткого действия в 1,4 МО.
Понятие хлебных единиц является ключевым в обеспечении гликемического контроля при сахарном диабете. Правильно рассчитанное количество хлебных единиц в диете больного сахарным диабетом способствует улучшению компенсации нарушений углеводного обмена.

## Таблица замены углеводсодержащих продуктов по хлебным единицам
| Таблица пересчёта | Таблица пересчёта                            | Таблица пересчёта |
| Хлеб и хлебобулочные изделия | Хлеб и хлебобулочные изделия                 | 1 ХЕ = ...        |
| --- | -------------------------------------------- | ----------------- |
| Белый хлеб | 1 кусок                                      | 20 г              |
| Ржаной хлеб | 1 кусок                                      | 25 г              |
| Бородинский хлеб | 1 кусок                                      | 25 г              |
| Булочка | 1/2 маленькой                                | 20 г              |
| Крекеры (сухое печенье) | 5 штук                                       | 15 г              |
| Сухари (не сладкие) | 2 штуки                                      | 15 г              |
| Панировочные сухари | 1 ст. ложка                                  | 15 г              |
| Хрустящие хлебцы | 2 штуки                                      | 25 г              |
| Макаронные изделия | Макаронные изделия                           | 1 ХЕ = ...        |
| Вермишель, лапша, рожки, макароныА | 1—2 ст. ложки в зависимости от формы изделия | 15 г              |
| А — сырые изделия; либо 2—4 ст. ложки отваренных макаронных изделий в зависимости от формы изделия |                                              |                   |
| Крупы, злаки, мука | Крупы, злаки, мука                           | 1 ХЕ = ...        |
| ГречневаяБ | 1 ст. ложка                                  | 15 г              |
| Кукуруза | 1/2 початка                                  | 100 г             |
| Кукурузные хлопья | 1 ст. ложка                                  | 15 г              |
| МаннаяБ | 1 ст. ложка                                  | 15 г              |
| Мука́ (любая) | 1 ст. ложка                                  | 15 г              |
| ОвсянаяБ | 1 ст. ложка                                  | 15 г              |
| Овсяные хлопьяБ | 1 ст. ложка                                  | 15 г              |
| ПерловаяБ | 1 ст. ложка                                  | 15 г              |
| ПшеноБ | 1 ст. ложка                                  | 15 г              |
| РисБ | 1 ст. ложка                                  | 15 г              |
| Б — имеется в виду 1 ст. ложка сырой крупы; в варёном виде (каша) 1 ХЕ содержится в 2 ст. ложках продукта. Итак, 2 ст. ложки любой каши = 1 ХЕ! |                                              |                   |
| Картофель | Картофель                                    | 1 ХЕ = ...        |
| Картофель | 1 клубень величиной с крупное куриное яйцо   | 65 г              |
| Картофельное пюре | 2 ст. ложки (с горкой)                       | 75 г              |
| Жареный картофель | 2 ст. ложки с горкой                         | 35 г              |
| Сухой картофель |                                              | 25 г              |
| Фрукты и ягоды | Фрукты и ягоды                               | 1 ХЕ = ...        |
| АбрикосыВ | 2—3 штуки                                    | 110 г             |
| АйваВ | 1 штука, крупная                             | 140 г             |
| АнанасВ | 1 кусок (поперечный срез)                    | 140 г             |
| АрбузВ | 1 кусок                                      | 270 г             |
| АпельсинВ | 1 штука, средний                             | 150 г             |
| БананВ | 1/2 штуки, средний                           | 70 г              |
| БрусникаВ | 7 ст. ложек                                  | 140 г             |
| ВиноградВ | 12 штук, небольших                           | 70 г              |
| ВишняВ | 15 штук                                      | 90 г              |
| ГранатВ | 1 штука, большой                             | 170 г             |
| ГрейпфрутВ | 1/2 штуки, крупный                           | 170 г             |
| ГрушаВ | 1 штука, средняя                             | 90 г              |
| ДыняВ | 1 кусок                                      | 100 г             |
| Ежевика | 8 ст. ложек                                  | 140 г             |
| ИнжирВ | 1 штука                                      | 80 г              |
| КивиВ | 1 штука, крупная                             | 110 г             |
| Клубника | 10 штук, средних                             | 160 г             |
| Крыжовник | 6 ст. ложек                                  | 120 г             |
| Малина | 8 ст. ложек                                  | 150 г             |
| МангоВ | 1 штука, небольшое                           | 110 г             |
| МандариныВ | 2-3 штуки, средних                           | 150 г             |
| ПерсикВ | 1 штука, крупный                             | 120 г             |
| СливыВ | 4 штуки, средние                             | 90 г              |
| Смородина | 7 ст. ложек                                  | 140 г             |
| ХурмаВ | 1 штука, средняя                             | 70 г              |
| Черника, чёрная смородина | 7 ст. ложек                                  | 140 г             |
| ЯблокоВ | 1 штука, среднее                             | 90 г              |
| В — с косточками и кожурой. Свежеприготовленные фруктовые соки подсчитываются как соответствующие сорта фруктов. Около 100 мл сока (без добавления сахара, 100% натуральный сок) содержит примерно 1 ХЕ. 6 — 8 ложек ягод (малина, смородина и так далее), в среднем, соответствуют 1 стаканчику (1 чайной чашке) этих ягод. Около 20 г сухофруктов (курага, чернослив, изюм, инжир) содержит примерно 1 ХЕ. |                                              |                   |
| Молоко и жидкие молочные продукты | Молоко и жидкие молочные продукты            | 1 ХЕ = ...        |
| Молоко | 1 стакан                                     | 200 мл            |
| Кефир | 1 стакан                                     | 200 мл            |
| Сливки | 1 стакан                                     | 200 мл            |
| Другие продукты | Другие продукты                              | 1 ХЕ = ...        |
| Квас | 1 стакан                                     | 200 мл            |
| Кока-кола | 1/2 стакана                                  | 100 мл            |
| Мороженое | 1 порция (без стаканчика)                    | 65 г              |
| Сахар-песок | 1 ст. ложка без горки                        | 10 г              |
| Сахар-рафинад | 1 кусок                                      | 10 г              |
| Зелёный горошек | 7 ст. ложек                                  | 100 г             |
| Примечания: - Пельмени, блины, оладьи, пирожки, сырники, вареники, котлеты также содержат углеводы, но количество ХЕ зависит от размера и способа приготовления. - Некоторые овощи (морковь, свёкла, сельдерей, лук) учитываются по ХЕ при употреблении более 200 г. - При составлении диеты больному сахарным диабетом не стоит забывать о продуктах, не содержащих ХЕ.                                     |                                              |                   |